# Meloxicam
Meloxicam este un AINS din clasa acizilor enolici, cu proprietăți antiinflamatoare, analgezice și antipiretice. 

## Mod de acțiune
Mecanismul, comun pentru toate efectele, se datorează capacității meloxicamului de a inhiba biosinteza prostaglandinelor. In vivo, se pare că inhibă mai mult biosinteza prostaglandinelor de la locul inflamației, decât a celor din mucoasa gastrică sau din rinichi. Acest grad crescut de protecție se datorează inhibării selective a COX 2, față de COX 1. Dovezile existente arată că inhibarea COX 2 întreține efectele terapeutice ale AINS, pe când inhibarea COX 1 este responsabilă de efectele secundare gastrointestinale și renale. Studiile clinice au demonstrat o incidență scăzută a efectelor secundare gastrointestinale (inclusiv a perforațiilor, ulcerațiilor și sângerărilor) la dozele recomandate de meloxicam, decât la cele ale antiinflamatoarelor standard.

## Indicații
- este un antiinflamator indicat pentru testamentul o simptomatic al artritei reumatoide, tratamentul simptomatic al osteoartritelor dureroase (artroze, boli degenerative ale articulațiilor); alte stări inflamatorii.

## Efecte secundare
- Gastrointestinale: dispepsie, greață, vomă, dureri abdominale, constipație, flatulență, diaree, esofagită, ulcer gastrointestinal, sângerări gastrointestinale oculte sau macroscopice. *Hematologie: anemie, tulburări ale valorilor sanguine, inclusiv ale leucocitelor, leucopenie, trombocitopenie. Administrarea concomitentă cu metotrexat poate fi un factor predispozant de citopenie.
- Dermatologie: prurit, rash cutanat, stomatită, urticarie, fotosensibilitate.
- Respiratorii: s-a observat instalarea astmului acut la indivizi tratați în prealabil cu acid acetilsalicilic sau alte AINS, inclusiv meloxicam.
- Sistemul nervos central: delir, dureri de cap, vertigo, tinitus, toropeală.
- Cardiovasculare: edem, creșterea tensiunii arteriale, palpații flush.
- Genito-urinare: parametri renali anormali.

## Contraindicații
Hipersensibilitate la meloxicam sau orice excipient al medicamentului. Este posibilă sensibilitatea încrucișată cu acidul acetilsalicilic sau cu alte AINS; nu trebuie administrat pacienților care prezintă semne de astm, polipi nazali, angioedem sau urticarie, urmare a administrării de acid acetilsalicilic sau alt antiinflamator; în caz de ulcer peptic activ, insuficiență hepatică severă, insuficiență renală severă nedializată, copii și adolescenții sub 15 ani, sarcină sau alăptare.

## Precauții speciale
Ca și în cazul altor AINS, trebuie luate anumite precauții în cazul tratamentului pacienților cu antecedente de boală ale tractului gastrointestinal superior și la pacienții tratați cu anticoagulante. Tratamentul cu meloxicam trebuie oprit dacă determină ulcerații peptice sau sângerări gastrointestinale. Supozitoarele cu meloxicam nu trebuie administrate la pacienții cu leziuni ale rectului sau anusului sau celor cu istoric recent al sângerărilor rectale sau anale.
Sarcină și alăptare: Nu s-au observat efecte teratogene în testarea pre-clinică, nu se administrează pe parcursul sarcinii și alăptării.

## Mod de administrare
Artrita reumatoidă: 15 mg/zi. În funcție de răspunsul terapeutic, doza poate fi redusă la 7,5 mg/zi. Osteo-artrită: 7,5 mg/zi. Dacă este necesar, doza poate fi crescută la 15 mg/zi. La pacienții cu risc crescut la reacții adverse, tratamentul se începe cu o doză de 7,5 mg/zi. La pacienții cu insuficiență renală severă dializați, doza nu trebuie să depășească 7,5 mg/zi. Doza maximă zilnică recomandată este de 15 mg. Tabletele trebuie înghițite cu apă sau alt lichid, în timpul meselor. Administrarea rectală: un supozitor de 15 mg/zi.